# 쾰른의 브루노
쾰른의 브루노(라틴어: Sanctus Bruno, 1130년 - 1101년 10월 6일)은 로마 가톨릭교회 성인이자 수도사제이며, 카르투시오 수도회의 창설자이다. 과거 랭스에서 명성 높은 교사였으며, 그의 제자였던 교황 우르바노 2세의 충실한 조언자이기도 하였다.

## 출생과 교육자
브루노는 1030년경 오늘날 독일 노르트라인베스트팔렌 주 쾰른에서 명문 귀족집안인 하텐파우스 가문의 아들로 태어났다. 양친은 아들을 교회에서 경영하는 학교에 보내고, 학업을 마친 후에는 랭스에 보냈다. 브루노는 거기서 투르로, 투르에서 다시 1055년경에 쾰른으로 되돌아와서 학업을 마치고 사제로 서품되었다. 그리고 1056년에 다시 랭스로 가서 신학교의 교수가 되었다. 다음 해에 그는 신학교의 학장이 되어, 1074년까지 재직했다.
그가 가르친 제자 중에는 후에 유명한 인재가 된 사람이 많이 있다. 교황 우르바노 2세도 그 중의 한 사람이다.

## 랭스 교구 사무처장

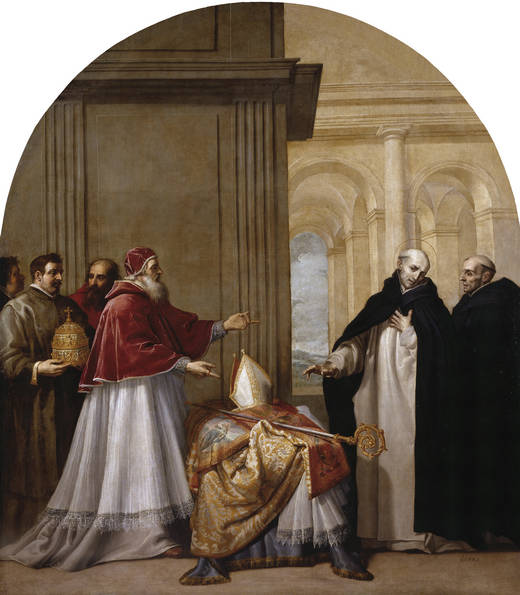
교황에게 주교품을 돌려주는 성 브루노. 비센테 카르두초의 그림.

1075년 브루노는 랭스 교구의 행정업무를 담당하는 사무처장으로 위촉되었다. 한편 랭스 교구장 자리는 브루노의 친구이자 신앙심 깊었던 제르베의 뒤를 이어 마나세스가 착좌하였다. 마나세스는 전임자와는 달리 부덕하고 권력에 아첨하는 성향의 소유자였다. 1077년 브루노와 랭스 성직자들의 요구에 따라 마나세스는 오탕 교회회의에서 성무정지를 당하고 교구장 자리에서 물러났다. 이에 마나세스는 브루노에게 복수하고자 하인들을 시켜 브루노의 집을 공격해 파괴하였다. 마나세스는 한발 더 나아가 브루노와 함께 자신에게 등을 돌린 자들의 재산을 모두 강제로 빼앗았으며, 성직매매를 하고, 교황 그레고리오 7세에게 억울하다며 항소까지 하였다. 이에 분노한 민중이 소요를 일으키자 교황의 적대자인 황제 하인리히 4세와 함께 피신하였다.

## 주교품 거절
고독과 기도 생활에 대한 꿈이 있었던 브루노는 일찍이 자신의 두 친구 라울과 풀치오와 함께 세속적인 이익을 평생 포기한다는 서약을 한 적이 있었다.
마나세스가 물러난 후, 자신들의 새 대주교가 되어 달라는 랭스 교구민들의 바람을 뒤로한 채 브루노는 잠시 조용한 곳에 가서 앞으로 어떻게 살아야 할지 묵상한 후 친구들과 같이 란굴 교구에 있는 몰렘의 성 로베르토에게 조언을 구하러 갔다. 로베르토 역시 고독을 즐기는 이였는데, 훗날(1098년) 시토 수도회의 창립자가 된 사람이다. 로베르토는 브루노에게 은수생활을 권유해 인기척이 없고 깊은 산림이 많은 그레노블 교구에 가서 그 주교에게 어느 곳이든지 적당한 장소를 정해줄 것을 청하라고 했다. 브루노는 그의 말대로 6명의 동료를 데리고 1084년에 그르노블에 도착했다. 당시 그르노블의 교구장이었던 샤트뇌프의 성 후고는 흔쾌히 그들을 환대하여 그들이 머물 장소를 제공해주었다. 브루노와 함께 했던 이들은 성 루포스 성당의 의전사제인 랑됭, 부르의 스테파노, 디에의 스테파노와 군종사제 위그 그리고 평신도인 안드레아와 게린이었다. 이들 가운데 안드레아와 게린은 나중에 카르투시오 수도회의 첫 평수사가 되었다.
브루노와 그의 동료들은 작은 성당을 하나 짓고, 그 주위에 한 사람당 하나씩 개인 초막을 지었다. 그리고 외부 세계와 철저하게 고립된 채, 조용히 기도와 묵상, 공부에 전념하였다. 그리고 성 베네딕토의 규칙을 엄격하게 준수하였다. 이것이 바로 카르투시오회의 시작이다.
이즈음에 브루노의 제자였던 오도 드 라주리가 교황 우르바노 2세로 선출되었다. 1088년의 일이다. 선임자인 교황 그레고리오 7세가 시작한 교회 개혁을 계속 이어나가기로 결심한 우르바노 2세는 반교황주의자인 라벤나의 기베르와 하인리히 4세 황제에 대항하기 위해서는 능력 있고 참신한 새로운 인재가 많이 필요하다는 사실을 인지하였다. 그래서 우르바노 2세는 자신의 스승이었던 브루노를 1090년 로마로 불러들였다.

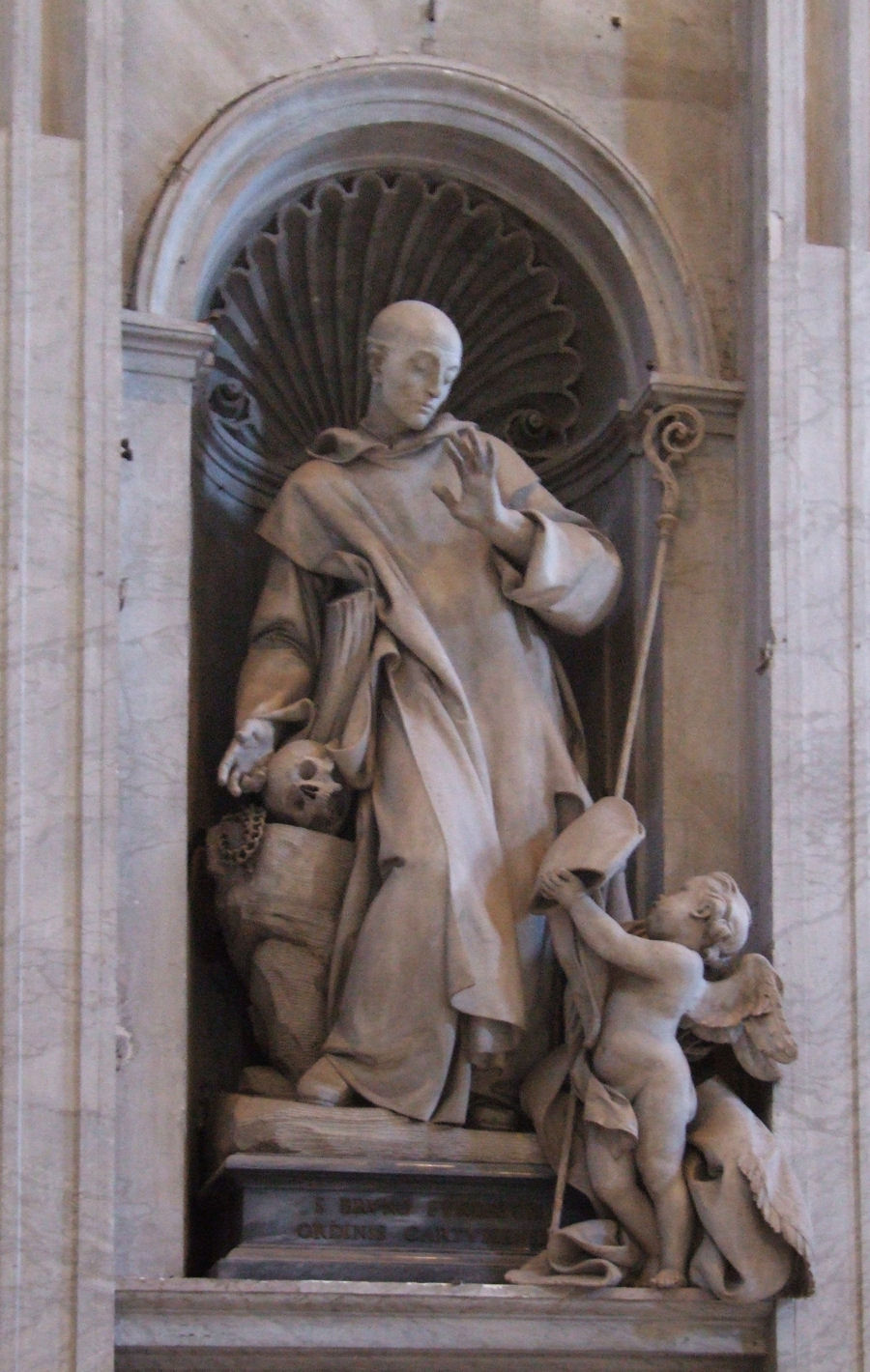
바티칸 성 베드로 대성전에 있는 성 브루노상

브루노가 로마에 왔을 당시 머물렀던 장소나 당시 활동에 대해서는 교황청에서 극비리에 부쳤기 때문에 전혀 세간에 알려지지 않았다. 브루노는 라테라노 궁전에서 교황과 함께 지내면서 오직 극소수의 사람들과 접촉하였다. 그리고 교황의 충실한 조언자 역할을 하였지만, 앞으로 나서지 않고 철저하게 배후에만 머물렀다. 심지어 우르바노 2세가 제1차 십자군 원정을 호소한 클레르몽 교회회의에서조차 참석하지 않았다. 그리하여 로마와 교황청 내 당쟁으로부터 일찌감치 거리를 둘 수 있었다. 브루노가 로마에 도착하자마자 곧바로 하인리히 4세 황제가 군대를 이끌고 진격해오자 교황청은 어쩔 수 없이 남쪽으로 피신하였다.
남쪽으로 피신하던 중에 브루노는 레조칼라브리아 사람들에게 관심을 받게 되었다. 마침 그해 1090년 레조칼라브리아의 대교구장 아르눌프가 선종하였다. 우르바노 2세는 브루노가 레조칼라브리아의 대교구장직을 맡기를 원하였으며, 브루노에게 대교구장직을 받으라고 압박하였다. 하지만 브루노는 교황의 요청을 수락하기보다는 다시 동료들이 있는 도피네로 돌아가 예전의 은수 생활로 돌아가기를 원하였다. 그가 도피네에 있는 동료들에게 보낸 서간에서 이를 잘 알 수 있다. 하지만 우르바노 2세는 자신이 필요로 할 때 언제든지 빨리 곁에 둘 수 있도록 이탈리아에 머무르기를 원하였다.
1091년 브루노는 새로운 안식처로 스퀼라체 교구에 있는 한 조용하고 외부의 발길이 거의 닿지 않은 골짜기가 있는 울창한 숲속을 선택하였다. 브루노는 몇몇 추종자들과 함께 그곳에 들어가 나무를 베어 작은 경당과 오두막을 세웠다. 이들이 머물 땅을 준 자는 브루노의 후원자이자 돈독한 사이었던 시칠리아와 칼라브리아의 백작이자 아퀼리아 공작의 삼촌이었던 시칠리아의 루제로 1세였다. 브루노는 루제로 1세의 건강이 좋지 않다는 소식을 듣고 밀레토 궁정에 있는 그를 찾아갔으며, 그의 아들이자 장차 시칠리아의 왕이 될 루제로의 세례식을 집전하였다. 루제로 1세 역시 종종 측근들을 이끌고 브루노가 거주하는 은수처를 방문하였으며, 이를 위해 자신이 머물 조그마한 암자를 지었다. 루제로 1세의 기부를 통해 1095년에 그곳에 성 스테파노 수도원이 세워졌다.
다음 세기로 넘어가면서 브루노와 가까웠던 사람들이 하나둘씩 사망하였다. 우르바노 2세는 1099년에 선종하였으며, 브루노의 첫 번째 동료이자 그랑드샤르트뢰즈의 원장이었던 랑됭은 1100년에 선종하였다. 루제로 1세는 1101년에 사망하였다. 동료들을 다 떠나보낸 후, 브루노는 1101년 10월 6일에 선종하였다.